# Remény (érzelem)
A remény egy optimisztikus elmeállapot, amely pozitív eredmények elvárásával kapcsolatos valaki életének eseményeire vonatkozóan, illetve általánosságban. A reménykedik ige definíciója többek közt magába foglalja: a "magabiztos elvárást" és "a vágy eredményének várakozását."
Ellentéte a reménytelenség és a depresszió.

## Pszichológiában

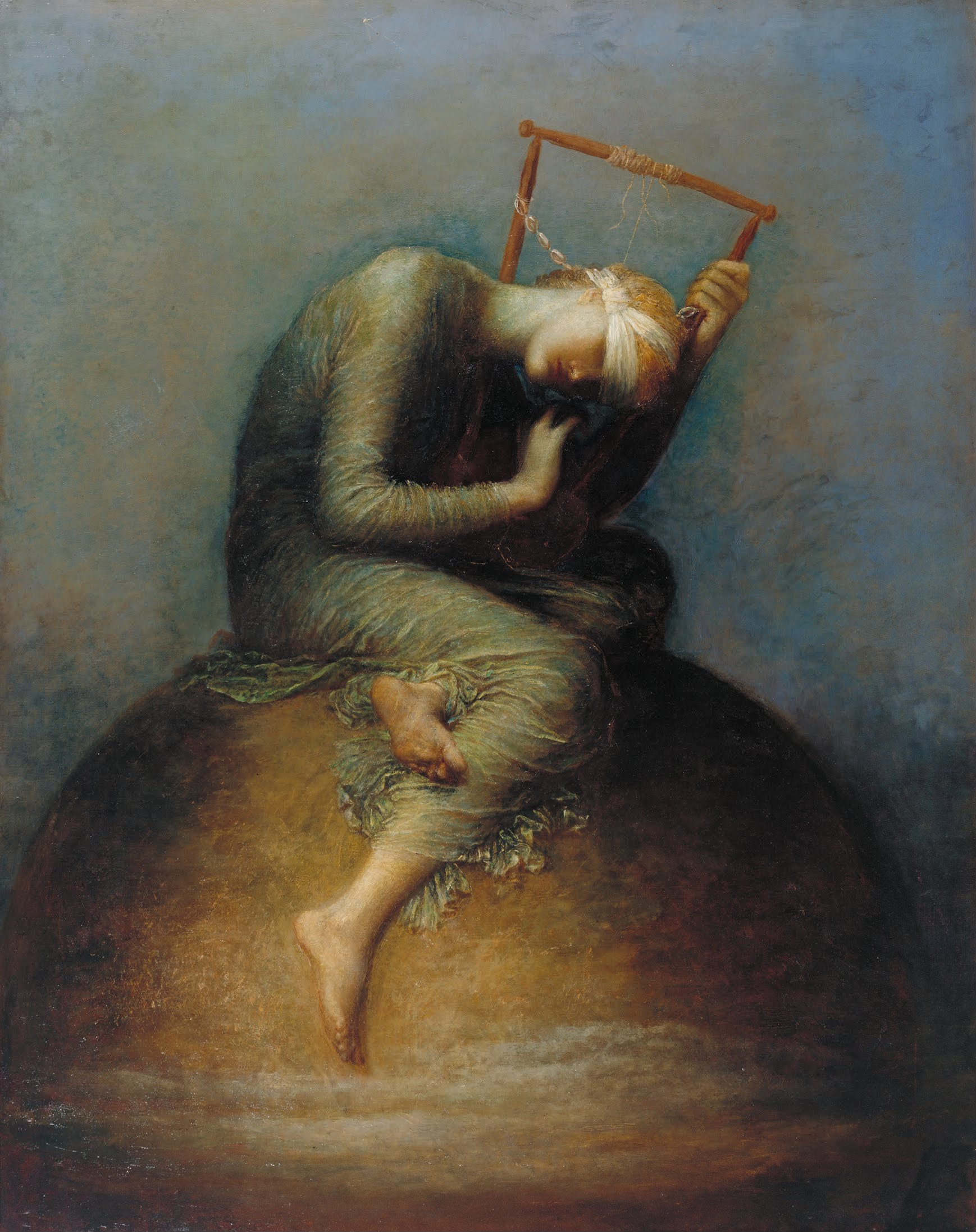
Remény, ami a doboz mélyén marad. Allegorikus festmény, festője George Frederic Watts, 1886

Barbara Fredrickson pszichológia professzor azzal érvel, hogy a remény akkor érkezik meg, amikor krízis jelentkezik, hogy ezáltal új kreatív lehetőségek táruljanak fel. Frederickson úgy érvel, hogy a nagy szükséggel szokatlanul nagy spektruma jelenik meg az elképzeléseknek, mint például a boldogság és az öröm, bátorság  négy különböző területéről az önvalónak: kognitív, pszichológiai, szociális, vagy fizikai nézőpontból. A reményteli emberek olyanok mint egy kis motor, mivel az mondják maguknak "Képes vagyok rá, képes vagyok rá". Az ilyen optimizmus akkor gyümölcsözik, amikor az realisztikus, nem pedig naiv "hamis remény".
Charles R. Snyder pszichológus a reményt egy cél létezéséhez köti, amelyet céltudatos terv követ a cél elérésére. Alfred Adler hasonlóan érvelt acélkeresés központi szerepéről az emberi pszichológiában, ahogyan hasonlóan tette olyan pszichológiai antropológus is, mint Ernst Bloch. Snyder nyomatékosította a kapcsolatot a remény és mentális akaraterő között, mint a célok realisztikus kitűzése előtt is, azzal érvelve, hogy a különbség a remény és az optimizmus között, hogy az előbbi gyakorlati utakat foglal magába, hogy egy fejlettebb jövőt érjünk el. D. W. Winnicott egy gyermek antiszociális viselkedése kapcsán azt látta, hogy tudattalan reményt táplál a szélesebb társadalom felé, amikor a családból származó elégedettsége elmúlt. Az objektumteória hasonlóan látja az analitikus átmenetet amit a tudattalan remény táplál.

### Reményelmélet
Mint a pozitív pszichológia szakembere, Snyder tanulmányozta, hogy a remény és a megbocsátás hogyan hat ki az élet számos területére mint az egészség, munkavállalás, oktatás és személyes jelentéstartalom. Úgy gondolkodott, hogy három fő tényezője van a reményteli gondolkodásnak:
- Célok – Az élet célorientált megközelítése.
- Útvonalak – Módok megtalálása a célok elérésére.
- Hit – A változás és a célok elérésének hite.

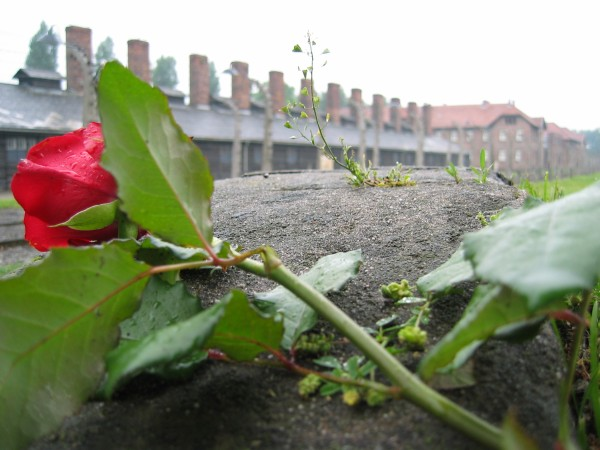
Egy rózsa, amelyik a reményt fejezi ki az auschwitzi koncentrációs táborban

Más szavakkal a remény egy olyan megfigyelt képesség amely az útvonalakat a vágyott célokra deriválja és motiválja magát a hiten keresztül, hogy fel tudja használni ezeket az útvonalakat.
Snyder úgy érvel, hogy azok az egyének, akik képesek megvalósítani ezt a három komponenst és hitet fejlesztenek a képességükben, reményteli emberek akik tiszta célokat képesek kitűzni, többféle elérésmódot tudnak találni a céljaik elérésére és kitartóak akkor is, ha akadályokba ütköznek.
Snyder egy "Remény skálát" alkotott, amely azt mutatja, hogy a személy céltudata a cél elérésére az ő lemért reménye. Snyder különbséget tesz felnőtt mért remény és gyermek mért remény között. A felnőtt remény skála 12  kérdést tartalmaz; 4 méri az 'útvonal gondolkodást', 4 méri a hitet, és 4 helykitöltő.  Minden alany minden kérdésre válaszol a nyolcpontos skálán. Fibel és Hale a reményt a Synder reményskálája és a saját általánosított sikerelvárás skálája alapján méri (GESS), hogy empirikusan mérjék a reményt. Snyder úgy tekintette, hogy a pszichoterápia segít az egyénnek a céljaira fókuszálni és tudást generálni azok eléréséhez. Hasonlóan van egy kinézete és egy valóságmegragadás dimenziója a reménynek, ami megkülönbözteti a  Nincs remény, Elveszett remény, Hamis remény és Valós remény, terminusokat, amelyek nézőpontjaikban és valóságtartalmukban különböznek.
| Reményteli | Kinézet | Kívánt                                        | Elközelezett                                   |             |           |          |
| Reményteli | Kinézet | Reményteli kinézet Torz valóság Hamis remény  | Reményteli kinézet Pontos valóság Valós remény |             |           |          |
| Szkeptikus | Kinézet | Nincs remény Reménytelen kinézet Torz valóság | -                                              | Reménytelen | Elveszett | Megadott |
|            | Kinézet | Valóság felfogása                             |                                                |             |           |          |
|            |         | Informálatlan Torz Tagadott                   | Informált Pontos Alkalmazott                   |             |           |          |

A kortárs filozófus, Richard Rorty a reményt többre tartja a célkitűzésnél, mint egy metanarratívát, egy történetet amelyik egy jobb jövő elvárásával él. Rorty, mint posztmodernista, hisz a metanarratívákban, beleértve a keresztény történet, az utilitariánizmus, és marsizmus által bizonyított hamis reményekben; abban, hogy az elmélet nem tud társadalmi reményt adni; és hogy a liberális ember a társadalmi remény egy közmegegyezett elmélete nélkül kénytelen boldogulni. Rorty azt mondja, hogy az ígéret egy új dokumentuma szükséges ahhoz, hogy társadalmi remény újra létezzen.

## Egészségügyben

### Főbb elméletek
A számtalan model között, amelyik az egyén reményét vizsgálja, két főbb elmélet van, amelyik jelentős elismerést vívott ki magának a pszichológia területén. Az egyik ilyen elméletet Charles R. Snyder dolgozta ki, aki azzal érvel, hogy a reményt egy kognitív képességként kell értelmezni amelyik az egyén képességét mutatja egy bizonyos cél elérése érdekében. Ez a modell azzal érvel, hogy az egyén képessége, hogy reményteli legyen kétfajta gondolkodásmódtól függ: hitgondolkodás és útvonal gondolkodás. A hitgondolkodás azt mutatja mennyire eltökélt az egyén a célja elérésében a lehetséges akadályok ellenére, míg az útvonal gondolkodás olyan módokra utal, amelyeken a személy hiszi, hogy el tudja érni a bizonyos célokat.
Snyder elméletében a remény egy olyan mechanizmus, amelyet a pszichoterápia során gyakran meg lehet figyelni. Ezen alkalmak során a a terapeuta segít a kliensnek túljutni az akadályokon amelyek a céljuk elérésében gátolják őket. A terapeuta ekkor segít a kliensnek realisztikusa és releváns célokat kitűzni, és segít nekik, hogy reményteliek maradjanak a céljaik elérése érdekében, javaslatokat tesz a helyes útvonalakra is.
Míg Snyder elmélete segít az egyénnek túljutnia az akadályokon és motivációt merítanie,  a másik főbb elméletet Kaye A. Herth hozta létre, ami  különösképpen az egyén jövendőbeli céljaival foglalkozik, ahogyan azok a betegségekkel való megküzdésekre irányulnak. Herth úgy tekint a reményre, mint egy "motivációs és kognitív tényezőre, amely elméletileg szükséges a cselekvéshez a célok elérésének érdekében". Realisztikus és elérhető célok kitűzése ebben a helyzetben nehezebb, mivel az egyén valószínűleg nem akar közvetlen irányítást nyerni az egészsége jövőjét illetően. Ehelyett Herth azt javasolja, hogy a céloknak közvetlenül azzal kell foglalkoznia, hogy személy hogyan birkózik meg a betegséggel.
Míg a célok természete Snyder modelljében különbözik Herth modelljétől, mindketten a személyes motiváció fenntartójaként tekintenek a reményre, amely végül az optimizmus nagyobb érzékeléséhez vezet.

### Főbb empirikus következtetések
A remény fontos tényezője a betegségből való felépülésnek; erős pszichológiai hasznot hoz a pácienseknek, segíti őket, hogy hatékonyabban birkózzanak meg a betegséggel. Például a remény motiválja az embereket az egészséges viselkedés megteremtésében, mint például gyümölcsök és zöldségek fogyasztása, a dohányzásról való leszokás és a rendszeres testedzés. Ez nem csupán megnövel az ember esélyét, hogy felépüljön a betegségből, hanem segít abban, hogy különféle betegségek ki sem tudjanak fejlődni. Azok a páciensek akiknek magas szintű a reménykedésük, jobb perspektívával bírnak az életveszélyes betegségek tekintetében, és az életminőségük is megnő.  A hit és az elvárás amelyek a remény kulcstényezői, blokkolják a fájdalmat a páciensekben akik krónikus betegségben szenvednek endorfinok felszabadításával és morfin teremtésével. Ennek megfelelően a folyamat során a hit és az elvárás láncreakciót tud létrehozni a testben amelyik valószínűbben tud felépülni a krónikus betegségből.  Ez a láncreakció különösen evidens a placebo hatás leírása során, olyan helyzetekben amikor a remény az egyetlen változó tényező, amely segíti a páciensek felépülését.
Végső soron a tanulmányok megmutatták, hogy a remény fenntartása egy betegségből való felépülés kapcsán hasznos. A felépülés során érzett reménytelenség sok esetben visszás egészségügyi következményeket teremtett a páciens számára.[forrás?] Ehhez hozzájárul, hogy egy nagyobb mennyiségű remény a kognitív terápia előtt és alatt csökkentett PTSD-hez kapcsolódó  depressziótünethez vezetett háborús veteránoknál. A remény társul a szubjektív egészség pozitívabb felfogásaihoz is. Viszont a kutatási irodalom megjegyezte, hogy  a kapcsolat a remény és a komolyabb tünetegyüttesek között nem ilyen tiszta, olyan egyénekkel kapcsolatban akik schizophrenia diagnózisával élnek.

### Alkalmazások
A remény bevonása a kezeléssel kapcsolatos programokban a fizikai és mentális egészségre is hatással van. A remény egy mechanizmus arra, hogy fejlettebb kezelést kapjon PTSD, krónikus fizikai betegség, és végzetes betegség kapcsán. A mentális egészség gyakorlatán belül a klinikusok azt javasolták, hogy a remény közbeavatkozásként támogassa a tradicionális kognitív viselkedésterápiát. A fizikai betegség támogatásával kapcsolatában a kutatások azt feltételezik, hogy a remény endorfinokat és enkefelint képes felszabadítani, amely segít a fájdalom elmulasztásában.

### Haszon
A remény hatása az egyén felépülési folyamataira az empirikus és elméleti kutatások alatt erősen alá van támasztva.

## Kultúrában

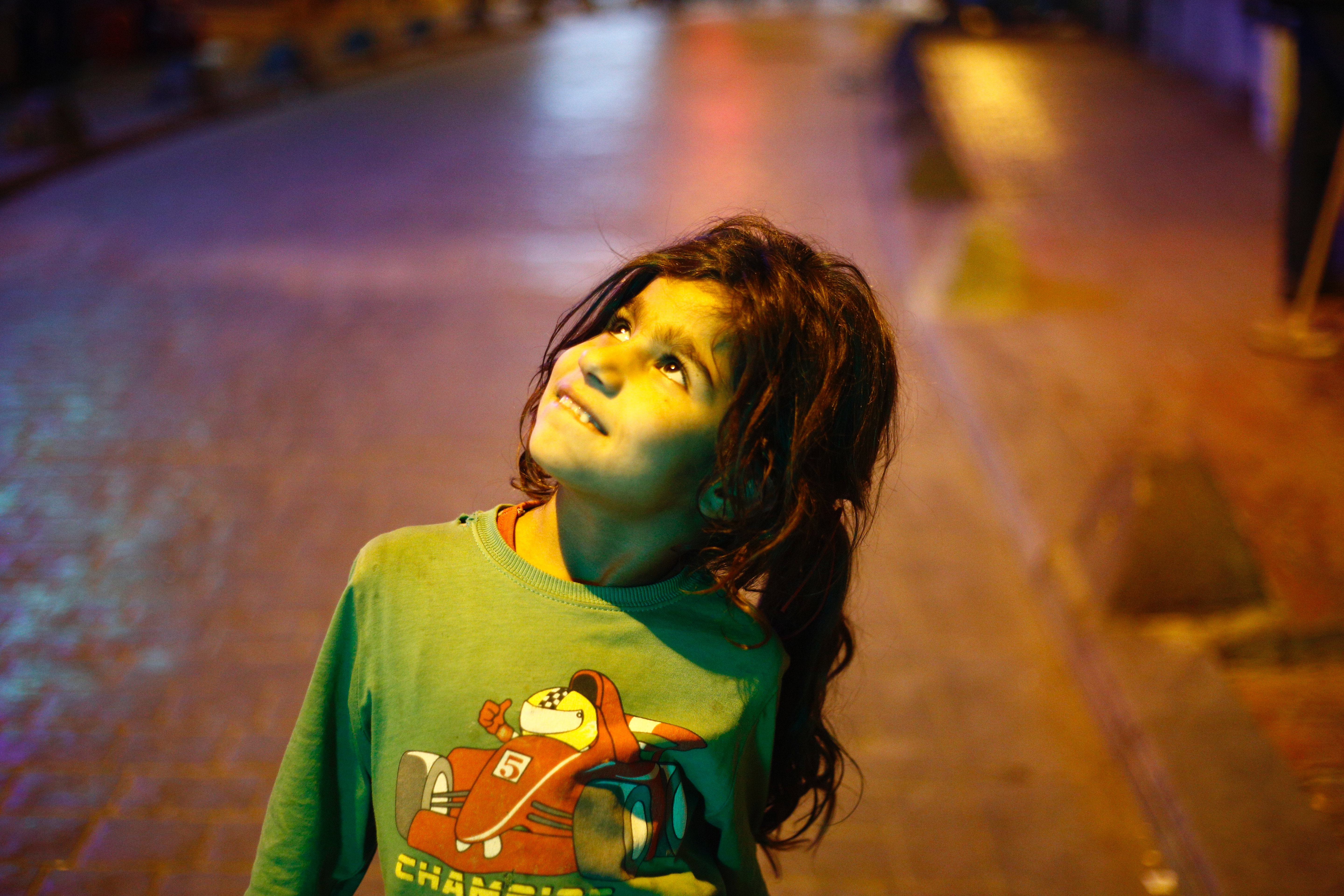
Szíriai menekültlány reményteli arckifejezéssel

A globalizáció tekintetében, a remény a gazdasági és társadalmi támogatottságra fókuszál.
Ázsia részeiben a remény egy szekuláris és materialista formát vesz fel a gazdasági növekedés elérése érdekében. Az elsődleges példák a kínai és indiai gazdaságról szólnak, a kindia fogalmával kapcsolatban állva. Egy másodlagosan releváns példa a kortárs építészet használata a növekvő gazdaságokban, mint például a Shanghai World Financial Center, Burj Khalifa és Taipei 101, amelyek reményt sugallnak a származási helyeik számára. A kaotikus környezetekben a reményt kulturális határokon túl érik el, a szíriai menekült gyerekeket az UNESCO oktatási projekt támogatja a kreatív oktatásban és a pszichoszociális segítségnyújtásban. Egy másik interkulturális támogatás a remény megteremtésére az étkezés kultúrájára hagyatkozik amely a menekültek kulturális traumájától való eltávolodása során jelentkezik.

## Irodalomban

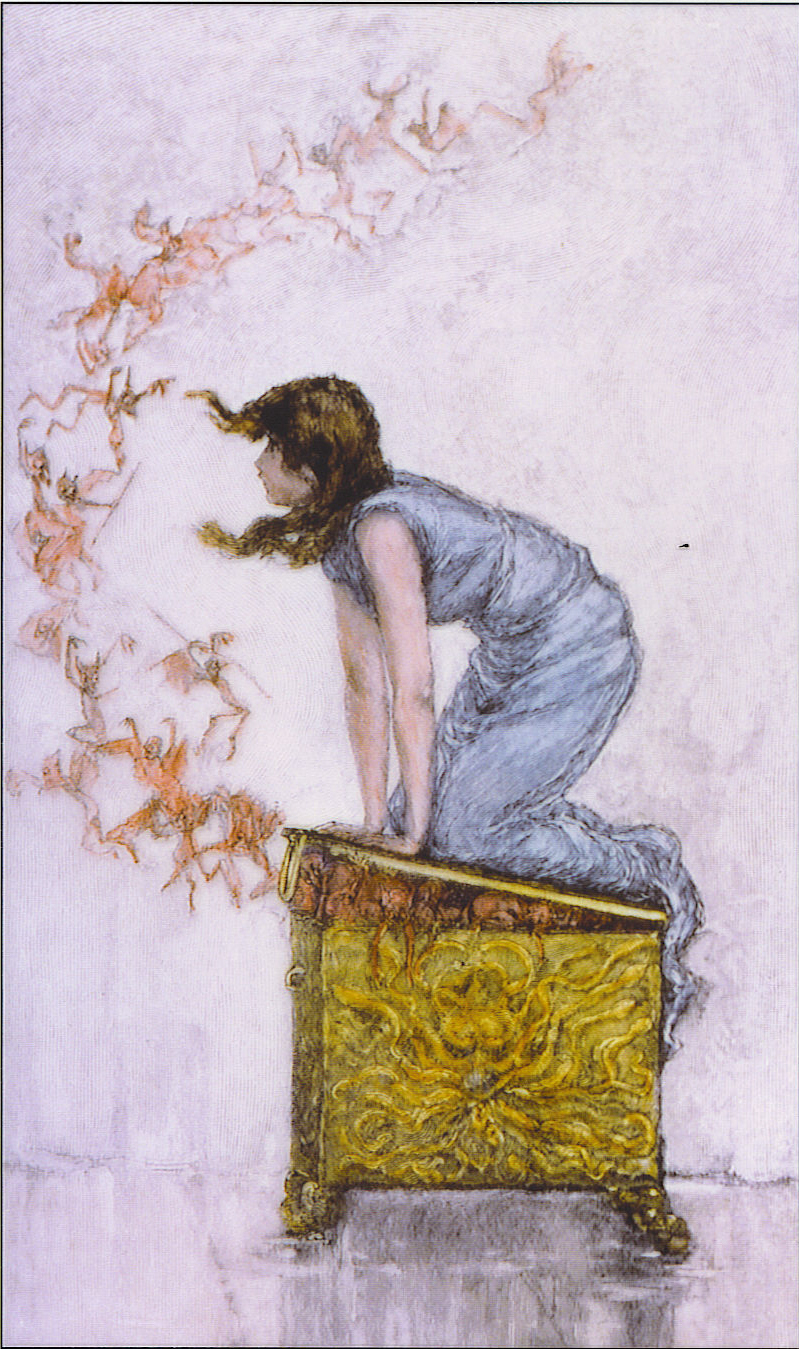
Pandora megpróbálja a dobozt visszazárni, amelyet kiváncsiságának kapcsán nyitott ki. Balról a világ gonoszságai akadályozzák a menekvésben. A karcolat F. S. Church festményén alapul.

### Kereszténység

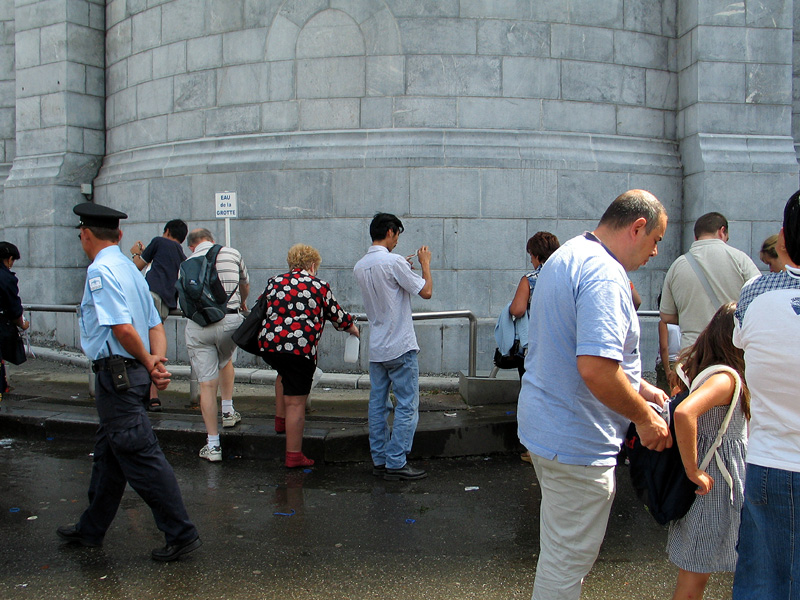
Az emberek a lourdes-i szent vizet gyűjtik össze, Franciaországban.